# Maria Eduarda Barjona de Freitas
Maria Eduarda Barjona de Freitas (Alcoutim,1882 - Porto, 1952), foi uma jornalista, escritora, investigadora e crítica literária portuguesa. Foi também enfermeira militar, tendo sido condecorada com a medalha de louvor, pelos serviços prestados durante o golpe de estado organizado por Sidónio Pais em 1917.

## Biografia
Maria Eduarda Brak-Lamy Lopes Alves Barjona de Freitas, filha de Joana Augusta da Costa Brak Lamy Lopes Alves e de Luís Francisco Lopes Alves, nasceu em Alcoutim no dia 13 de Setembro de 1882 e foi baptizada no dia 29 de Março do ano seguinte.
Após estudar em Lagoa, no Colégio das Irmãs Dominicanas de São José e ter publicado o seu primeiro conto com apenas 20 anos, intitulado O Ladrão, no Diário Illustrado, vai para Paris fazer o curso de de Decoração Artística, onde recebe dois prémios literários.
Regressada a Portugal, frequenta a Faculdade de Letras de Lisboa e adopta os pseudónimos Maria Arade, Maria Luísa Aguiar e Pimentel de Vabo, com os quais assina artigos para vários jornais portugueses, franceses, italianos, belgas, entre eles: A Luz, O Rebate, O Mundo, La Pensée, La Razione, La Republicana e Le Rappel.. 
Em 1911, torna-se directora do Jornal da Mulher, assinando os seus artigos com o pseudónimo Maria Arade, e continua a colaborar com este jornal, após trocar Lisboa pela cidade do Porto em 1914. Voltará a assumir a direcção em 1931.
É no Porto que durante a Primeira Guerra Mundial, tira o curso de enfermagem da Cruz Vermelha Portuguesa e em 1918 é colocada no Hospital Militar do Porto. No ano anterior, havia sido condecorada com a Medalha de Louvor nº 1 pelos serviços prestados durante o golpe de estado protagonizado por Sidónio Pais, em que este derrubou o então presidente da república portuguesa Bernardino Machado.
Dois anos mais tarde, em 1919, dá-se a contra-revolução monárquica no Porto que fica conhecida como a Monarquia do Norte. Maria Eduarda abandona a cidade com a filha de dois meses e apresenta-se ao serviço, no Hospital Militar da Estrela, em Lisboa. O facto de ter abandonado o posto, no hospital militar do Porto, faz com que seja acusada de deserção, sendo presa (a primeira mulher a ser presa numa cadeia militar) e libertada após 13 dias encarcerada. O processo foi arquivado, uma vez que era impossivel provar que tinha desertado por se ter apresentado em Lisboa. Equiparada a oficial, reforma-se com a patente de tenente. Este caso ficou conhecido, a nível nacional, como "Caso Arade", e foi alvo de um movimento de solideriedade por parte de mulheres republicanas e políticas, do Porto.
Durante todo este período nunca deixa de escrever, sendo responsável pela secção Arte e o Lar do jornal republicano A Luta, para o qual escreveu vários artigos, entre os quais se destaca o que escreveu sobre o pintor Amadeo de Souza Cardoso com o pseudónimo Maria Arade.
Desenvolve também uma carreira como investigadora tendo publicado vários livros sobre encadernação artistica e a história do livro.
Rejeita em 1924, o convite para fazer parte da Academia das Ciências de portugal e funda a Academia Feminina Portuguesa de Ciencias e Artes que não vinga.
Funda, em 1926, uma biblioteca para cegos com livros em braille que doa ao Asilo de Cegos de Nossa Senhora da Saúde em Lisboa.
Morre no dia 18 de Julho de 1952 no Porto, onde se encontrava a participar num seminário.

## Nomes Usados
Durante a sua vida, Maria Eduarda usou e ficou conhecida por diversos nomes:
| Nomes/Pseudónimos                                       | Funções/Locais                                                                                      |
| ------------------------------------------------------- | --------------------------------------------------------------------------------------------------- |
| Maria                                                   | Nome de Baptismo                                                                                    |
| Maria Eduarda Brak Lamy Lopes Alves                     | Nome oficial de solteira                                                                            |
| Maria Eduarda Brak Lamy Lopes Alves Barjona de Freitas  | Nome de casada, que só usa depois dos 40 anos e após a fase de republicana                          |
| Maria Luísa de Aguiar                                   | Diretora do Jornal da Mulher, 1911-1915                                                             |
| Maria                                                   | Secção infantil do Jornal da Mulher                                                                 |
| Mariazinha                                              | Secção infantil do Jornal da Mulher                                                                 |
| Mini                                                    | Secção infantil do Jornal da Mulher                                                                 |
| Mariquinhas                                             | Secção infantil do Jornal da Mulher                                                                 |
| Maria Arade                                             | Jornalista, republicana, autora, nome mais usado em diferentes jornais e referido em muitos outros. |
| Maria Eduarda Brak Lamy Lopes Alves Arade               | Na certidão do director do Hospital Militar D. Pedro V, Porto, em 25 de setembro de 1920            |
| Pimentel de Vabo                                        | Crítica literária no jornal A Voz                                                                   |
| D. Luís Pimentel de Vabo                                | Crítica literária no jornal A Voz                                                                   |
| Eduardo C. de Vila Fria                                 | Semanário Bandarra                                                                                  |
| Barjona de Freitas, Maria Eduarda Brak Lamy Lopes Alves | Dicionário de Mulheres Notáveis, Grande Enciclopédia Portuguesa e Brasileira                        |
| Maria Brak Lamy Barjona de Freitas                      | Autora de livros                                                                                    |
| Maria Barjona de Freitas                                | Autora de artigos e conferencista                                                                   |
| Maria Eduarda Freitas                                   | Topónimo de rua em Alcoutim                                                                         |
| Maria Eduarda Barjona de Freitas                        | Acervo documental do Ecomuseu Municipal do Seixal                                                   |

## Obras Seleccionadas
Entre as suas obras destacam-se: 
- 1923 - Eterna Luta: Tentativa para o Restabelecimento do Poder Temporal do Papa (considerada a sua obra mais importante).[5]

- 1935 - Martírio: Cenas da Vida Conventual do Sécilo XVIII[22]

- 1937 - A Arte do Livro[23]

- 1937 - Manual do Encadernador, Livraria Sá de Costa[24]; Vimara Editor, 2024 [Brasil]

- 1941 - Manual do Decorador de Livros e do Dourador de Livros[25]; Vimara Editor, 2024 [Brasil]

- 1945 - Um livreiro encadernador frances em Portugal
- 1952 - Os Livreiros de Lisboa Quinhentista[26]

## Homenagem
- Foi condecorada com a Medalha de Louvor Nº1 pelos serviços prestados enquanto enfermeira militar durante o golpe de estado protagonizado por Sidónio Pais em 1917.
- No âmbito do "Caso Arade" foi homenageada, a 18 de outubro de 1920, pela Liga Republicana das Mulheres do Norte.[5]
- O seu nome consta na toponímia de Alcoutim e de Faro.[27][1]
- O Ecomuseu Municipal do Seixal conserva o seu espólio documental, composto por 1500 documentos, no Fundo Maria Eduarda Barjona de Freitas.[28][2]